# Éditions Mon village
Les éditions Mon village sont une maison d'édition située en Suisse.

## Histoire
Les éditions Mon village ont été fondées en 1955 par Albert-Louis Chappuis. Ce paysan de Vulliens souhaitait faire publier son ouvrage, un roman du terroir. Ne trouvant aucun éditeur disposé à l'aider, il décide de publier son roman La Moisson sans grain, à compte d'auteur et de le distribuer lui-même dans les campagnes et les fermes de la région Suisse romande. Le succès est au rendez-vous, ce qui l'incite à créer sa propre maison : les Éditions Mon Village. Le Prix littéraire du terroir romand est lancé en 1963 et les auteurs André Besson et Bernard Clavel sont édités.
Après le décès d'Albert-Louis Chappuis en juin 1994, Daniel Bron, jusque-là imprimeur des éditions, reprend la direction de l'établissement.
L'entreprise change de propriétaire et de localité en avril 2006 et est gérée à Sainte-Croix (Vaud) par Jean-Claude Piguet et Denis-Olivier Maillefer, ainsi que leur collaboratrice Eliane Rittener. La ligne éditoriale reste fidèle à celle des origines de la maison d'édition, les romans du terroir, mais s'est aussi ouverte à d'autres genres littéraires.
Deux principales collections sont proposées : la première au format 16/24 consacrée aux romans et la seconde en format proche adaptée aux récits et aux romans policiers.

## Principaux auteurs publiés
- Marcel Aymon
- Michel Bühler
- Eugène Burnand
- Albert-Louis Chappuis
- Michel Clerc
- Yvan Dalain
- Sabine Dormond
- Olivier Gaillard
- Pierre Gisling
- Luc Gonin
- Jean-Louis Grosmaire
- Alphonse Layaz
- Jean-Claude Piguet
- Jacques Rittaud-Hutinet